# Station Oppuurs
Het station Oppuurs is een spoorwegstation langs spoorlijn 52 (Dendermonde - Antwerpen) in de deelgemeente Oppuurs van de gemeente Puurs-Sint-Amands.
Het stationsgebouw is van het type 1893 L6 en werd gebouwd in 1911.
Het station werd vanaf mei 1980 bediend door een busverbinding, wegens de werken aan de brug in Boom. Op 3 juni 1984 werd het station officieel gesloten. In tegenstelling tot veel andere stations heeft het wel haar stationsgebouw behouden.
Aan het station stopt sinds 1984 stoomtrein Dendermonde-Puurs.
In 2020 stelde de NMBS het station te koop in een openbare verkoop.

## Aantal instappende reizigers
De grafiek en tabel geven het gemiddeld aantal instappende reizigers weer op een week-, zater- en zondag.
| Tabel: aantal instappende reizigers station Oppuurs | Tabel: aantal instappende reizigers station Oppuurs | Tabel: aantal instappende reizigers station Oppuurs | Tabel: aantal instappende reizigers station Oppuurs |
|                                                     | Weekdag                                             | Zaterdag                                            | Zondag                                              |
| --------------------------------------------------- | --------------------------------------------------- | --------------------------------------------------- | --------------------------------------------------- |
| 1977                                                | 94                                                  | 0                                                   | 0                                                   |
| 1978                                                | 80                                                  | 0                                                   | 0                                                   |
| 1979                                                | 73                                                  | 0                                                   | 0                                                   |

0,0: Dendermonde ·
5,6: Baasrode-Noord ·
9,0: Sint-Amands ·
12,5: Oppuurs ·
15,3: Puurs ·
18,4: Ruisbroek-Sauvegarde ·
21,2: Boom ·
22,0: Boom-Krekelenberg ·
24,7: Niel ·
26,4: Schelle ·
27,6: Hemiksem ·
29,9: Hemiksem-Werkplaatsen ·
31,9: Hoboken-Kapelstraat ·
32,9: Hoboken-Polder ·
37,5: Antwerpen-Zuid